# Шумук Данило Лаврентійович
Данило Лаврентійович Шумук (* 30 грудня 1914, с. Боремщина, Володимир-Волинський повіт, Волинська губернія  (нині Любомльський район, Волинська область)   — † 21 травня 2004, Красноармійськ (нині — Покровськ), Донецька область) — громадський діяч, в'язень польських тюрем і радянських таборів, дисидент, учасник українського руху опору. Член Української Громадської Групи сприяння виконанню Гельсінських угод , член Об'єднання українських письменників «Слово».

## Життєпис

### У Сельробі і КПЗУ
З 16-ти років брав участь у роботі любомльської повітової організації Сельробу. Член Комуністичної партії Західної України з 1932, 1935 року засуджений до 8 років ув'язнення за участь у комуністичному підпіллі, 1939 року, після п'яти років перебування в польській тюрмі, за амністією дотерміново звільнений. Після приєднання Західної України до СРСР із грудня 1939 року працював вчителем географії, пізніше — інспектором любомльського відділення Держбанку. У травні 1941 року, як брата «ворога народу», Шимука було направлено до трудового табору, а з початком німецько-радянської війни переведено до штрафбату. В перші дні війни потрапив до полону, перебував у німецьких концтаборах для радянських полонених на Полтавщині, восени з Хорольського табору втік.

### В УПА
З березня 1943 до грудня 1944 перебував в УПА, в якій переважно викладав на вишколах. Періодично мав конфлікти з СБ ОУН через вимоги більш ретельних слідчих дій у справах обвинувачуваних для запобігання покарань смертю невинних. У лютому 1945 під час рейду до східних областей був заарештований НКВС УРСР в селі Розкопанці Богуславського району Київської області. У квітні того ж року засуджений за участь в УПА до смертної кари, через півтора місяці заміненої 20-річним ув'язненням.

### У радянських таборах
Покарання відбував у Норильських, Тайшетських та ін. концтаборах, а також у Владимирській тюрмі. У 1953 році був одним з керівників повстання у каторожному таборі № 3. 1956, після перегляду його справи, дотерміново звільнений зі зняттям судимості і відновленням у правах. Після повернення додому під тиском КДБ був змушений переїхати разом із сім'єю на проживання до Дніпропетровської області.
У листопаді 1957 року КДБ намагалося завербувати Шумука до співпраці і після категоричної відмови він був вдруге заарештований, а роком пізніше засуджений на 10 років ув'язнення за обвинуваченням в «антирадянській пропаганді й агітації». Друге ув'язнення відбував у Воркуті, Тайшеті і мордовських концтаборах. Після звільнення 20 листопада 1967 року у Києві оселився в місті Богуслав. Працював кочегаром у котельні, теслею у домоуправлінні та піонерському таборі, матросом на пляжі Довбичка у Києві. В цей час він познайомився з І. Світличним, Н. Світличною, Є. Сверстюком, І. Дзюбою, одночасно писав спогади. Перша книга спогадів «За східним обрієм» вийшла в Парижі у видавництві «Смолоскип» вже після чергового арешту.
Вчергове заарештований у січні 1972 під час операції КДБ УРСР «Блок», під час якої за участь в українському національно-демократичному русі було заарештовано близько ста осіб, серед яких були Василь Стус, В'ячеслав Чорновіл, Іван Світличний, Євген Сверстюк, Леонід Плющ, Михайло Осадчий, Іван Гель, Стефанія Шабатура, Ірина Калинець. Шумук був засуджений на 10 років таборів особливого режиму і 5 років заслання. Того ж року відмовився від радянського громадянства. Покарання відбував у Мордовії у таборі «Сосновка». В ув'язненні був активним учасником боротьби за статус політв'язня й інших протестних акцій, брав участь в голодівках протесту, хоча страждав на виразку шлунку на інші хронічні хвороби. В цьому ж таборі в цей час перебували В. Чорновіл, М. Руденко та інші відомі дисиденти.
У 1979 він став членом-засновником Гельсінської Групи у місцях позбавлення волі й Української Гельсінської Групи загалом. Протягом багатьох років домагався права виїхати до родини в Канаді. У своїх домаганнях мав підтримку М. Осадчого і отця Василя Романюка. На захист Шумука влаштовано акції в різних країнах, світу, а канадський уряд звертався в його справі до уряду СРСР. Ці клопоти мали хіба тільки той результат, що після закінчення терміну заслання йому було дозволено виїхати в Канаду. В Торонто він жив у притулку для самотніх людей у Торонто, де написав і видав книгу «З ГУЛАГу у вільний світ».
Опубліковані на Заході спогади Шумука «За східнім обрієм» (Париж — Балтімор, 1974)» викликали серед української еміграції дискусії щодо його критичних оцінок діяльності ОУН-[[УПА] та Служба безпеки ОУН (б) та їхнів діячів. Окремі автори стверджували, що спогади сфальсифіковані КДБ при пересиланні на Захід, але ці твердження були хибними. Спогади Шумука з деякими доповненнями були перевидані під назвою «Пережите і передумане» (Детройт, 1983) та англійською мовою «Life Sentence» (Едмонтон, 1984), пізніше у видавництві імені Олени Теліги у 1998.

### У Канаді
21 травня 1987 закінчився термін заслання, і Шумук емігрував до Канади. 10 грудня 1987 року виступав у Овальному кабінеті Вашингтоні під час святкування Дня декларації прав людини, прийнятої ООН. Після виступу його прийняв президент США Р. Рейган.
Живучи в Канаді, не пристав до жодної партії, кажучи, що не хоче бути залежним від якоїсь партії, а хоче спілкуватися з людьми різних партій, релігій, національностей, які близькі йому за духом.

### Останні роки життя
У 2002 році повернувся до України та оселився у дочки Віри у місті Красноармійську (нині — Покровську) на Донеччині, де й помер 21 травня 2004 року. Був похований на цвинтарі у південно-західній околиці Красноармійська. 

### Перепоховання
27 грудня 2024 року через бойові дії біля міста, на прохання його онуки Ніни Калач, Шумука перепоховали на Личаківському цвинтарі у Львові. Останки Данила Шумука перенесли з Покровська у Львів військовослужбовці 13 бригади Нацгвардії України «Хартія». Прах діставали під російські обстріли. У Львові похоронна процесія розпочалася молитвою у Гарнізонному храмі, після чого відбулася церемонія прощання на площі Ринок, а потім процесія рушила до Личаківського цвинтаря.

## Державні нагороди
- Орден «За мужність» I ст. (8 листопада 2006)[13] — за громадянську мужність, самовідданість у боротьбі за утвердження ідеалів свободи і демократії та з нагоди 30-ї річниці створення Української Громадської Групи сприяння виконанню Гельсінкських угод (посмертно).

## З творчого доробку
- Шумук Д. За східнім обрієм: Спомини. — Париж — Балтимор: «Смолоскип», 1974. — 447 с.
- Шумук Д. Пережите й передумане: Спогади й роздуми українського дисидента-політв'язня з років блукань і боротьби під трьома окупаціями України (1921—1981). — Детройт: «Українські вісті», 1983 — 536 с.
- Шумук Д. Пережите й передумане: Спогади й роздуми українського дисидента-політв'язня з років блукань і боротьби під трьома окупаціями України (1921—1981). — Київ: «Видавництво імені Олени Теліги», 1998. ISBN 966-70ІВ-24.5
- Шумук Д. Від Майорщини до Хоролу. — часопис «Сучасність», 1960, ч. 7–8, с. 222—232.
- Шумук Д. Крах ілюзій. — Париж 1979.
- Шумук Д. Із ГУЛАГу — у вільний світ. — Торонто: «Новий шлях», 1991. — 259 с.